# Marguerite Evard
Marguerite Evard, née le 6 juin 1880 au Locle et morte le 15 août 1950 dans la même ville, est une pédagogue suisse, première licenciée ès lettres de l'Université de Neuchâtel.
Vice-présidente de la Commission d'éducation nationale de l'Alliance de sociétés féminines suisses, elle développe à partir de 1928 l'éducation civique et la formation maternelle.

### Origines et famille
Marguerite Evard, naît le 6 juin 1880 au Locle, dans le canton de Neuchâtel. Elle est originaire de Chézard-Saint-Martin, dans le même canton.
Elle est la fille de Georges Emile Alexandre et de Louise Fanny Droz-dit-Busset.

### Études et parcours professionnel
En 1914, Marguerite Evard, écrit une thèse en psychologie expérimentale. Elle est l'étudiante de Philippe Godet, E. et devient la première licenciée ès lettres de l'Université de Neuchâtel.
De 1906 à 1935, elle enseigne à l'école de commerce et à la section pédagogique du Locle (français, latin, économie domestique).

### Engagements associatifs et politiques
Dès 1906, Marguerite Evard est présidente de l'Union féministe du Locle.
Elle devient membre, puis vice-présidente de la Commission d'éducation nationale de l'Alliance de sociétés féminines suisses, où elle développe l'éducation civique et la formation maternelle (1928).
Elle inaugure les causeries éducatives à la radio lausannoise, organise des journées sur l'éducation à Neuchâtel et Lausanne et publie de nombreuses contributions dans le Bulletin de Pro Juventute et l'Annuaire de l'Instruction publique en Suisse.

### Vie privée
Marguerite Evard est de confession protestante et reste célibataire.

### Mort
Marguerite Evard meurt le 15 août 1950 au Locle.

## Publications
- L'adolescente : Essai de psychologie expérimentale, Neuchâtel, Paris, 1914, 225 p. (lire en ligne)
- La femme suisse éducatrice dans la famille, l'école et la société, Zurich, Leipzig, O. Füssli, 1928, 75 p. (lire en ligne)